# Umbracsa amarilla
Umbracsa amarilla är en insektsart som beskrevs av Tim R. New 1984. Umbracsa amarilla ingår i släktet Umbracsa och familjen fjärilsländor. Inga underarter finns listade i Catalogue of Life.